# Stefan Michnik
Stefan Michnik (ur. 28 września 1929 w Drohobyczu, zm. 27 lipca 2021 w Göteborgu) – kapitan ludowego Wojska Polskiego, sędzia wojskowy i adwokat, działacz komunistyczny, informator i rezydent Informacji Wojskowej pochodzenia żydowskiego. Odpowiedzialny za sądowe zbrodnie komunistyczne.

## Życiorys
Urodził się 28 września 1929 w leżącym wówczas w granicach Polski Drohobyczu jako syn pary Żydów: Heleny Michnik, nauczycielki w Drohobyczu, działaczki Komunistycznej Partii Zachodniej Ukrainy i Komunistycznej Partii Polski, a po II wojnie światowej wykładowczyni historii oraz Samuela Rosenbuscha (1904–1937), prawnika i działacza komunistycznego, straconego około 1937 w ZSRR w okresie „wielkiej czystki”. Przyrodni brat Adama Michnika.
Do 1939 uczęszczał do szkoły powszechnej we Lwowie. Po wojnie był aktywnym działaczem w Związku Walki Młodych. W 1948 został sekretarzem koła Związku Młodzieży Polskiej na terenie elektrowni w Warszawie, gdzie pracował jako laborant-elektryk. 7 grudnia 1947 wstąpił do Polskiej Partii Robotniczej, a później do Polskiej Zjednoczonej Partii Robotniczej. Z rekomendacji partii 28 sierpnia 1949 zapisał się jako ochotnik do Oficerskiej Szkoły Prawniczej w Jeleniej Górze. Studiował tam do 1951, otrzymując bardzo dobre opinie przełożonych i funkcjonariuszy Informacji Wojskowej. W 1950 został członkiem egzekutywy Oddziałowej Organizacji Partyjnej PZPR w tej szkole.
13 marca 1950 został dobrowolnym, tajnym informatorem urzędu bezpieczeństwa o pseudonimie „Kazimierczak”. Następnie został rezydentem Informacji Wojskowej w Jeleniej Górze.
27 marca 1951 po ukończeniu Oficerskiej Szkoły Prawniczej został asesorem w Wojskowym Sądzie Rejonowym w Warszawie w stopniu podporucznika w wieku 22 lat. Jednocześnie został rezydentem Wydziału Informacji Garnizonu Warszawskiego, który miał sześciu informatorów o pseudonimach: „Chętki”, „Czaruch”, „Romański”, „Szych” (lub „Szycha”), „Zbotowski” i „Żywiec”. W 1952 przekwalifikowano go z rezydenta na tajnego informatora. 10 czerwca 1953 podjęto decyzję o zaprzestaniu współpracy z „Kazimierczakiem”. Bezpośrednim powodem była jego przynależność do PZPR.
W kwietniu 1952 został porucznikiem i zaczął przewodniczyć składom sędziowskim sądzącym schwytanych żołnierzy polskiego podziemia niepodległościowego i członków dawnej partyzantki antyhitlerowskiej. 20 listopada 1953 przestał pracować w Wojskowym Sądzie Rejonowym. Objął wówczas stanowisko kierownika gabinetu Katedry Nauk Wojskowo-Prawniczych Wojskowej Akademii Politycznej im. Feliksa Dzierżyńskiego w Warszawie kierowanej przez Juliana Polana-Haraschina.
Braki w wiedzy prawniczej próbował uzupełnić studiując na Wydziale Prawa Uniwersytetu Warszawskiego, gdzie po czterech latach nauki w 1955 ukończył studia prawnicze I stopnia.
Od 10 grudnia 1955 był instruktorem Wydziału Szkolenia Oddziału I Organizacji i Planowania Zarządu Sądownictwa Wojskowego. W 1956 w wieku 27 lat awansował do stopnia kapitana, aby rok później dobrowolnie odejść z wojska. Według innych danych 26 lipca 1957 kapitan Stefan Michnik został przeniesiony do rezerwy ze względu na opisanie jego działań w raporcie komisji Mazura. Przez kilka miesięcy w latach 1957–1958 był adwokatem w Warszawie. Następnie w latach 1958–1968 redaktorem w Wydawnictwie Ministerstwa Obrony Narodowej. Przez kilka miesięcy na przełomie lat 1968–1969 był likwidatorem szkód stołecznego PZU.
Oskarżany był o zbrodnie stalinowskie – pełnił rolę sędziego między innymi w procesach:
- majora Zefiryna Machalli (wyrok śmierci, pośmiertnie rehabilitowany, skład sędziowski podjął wspólną decyzję o niedopuszczeniu obrońcy do procesu, o wykonaniu wyroku nie poinformowano rodziny),
- pułkownika Maksymiliana Chojeckiego (niewykonany wyrok śmierci),
- majora Andrzeja Czaykowskiego, w którego egzekucji uczestniczył[6],
- majora Jerzego Lewandowskiego (niewykonany wyrok śmierci),
- pułkownika Stanisława Weckiego wykładowcy Akademii Sztabu Generalnego (13 lat więzienia, zmarł torturowany, pośmiertnie zrehabilitowany),
- majora Zenona Tarasiewicza,
- pułkownika Romualda Sidorskiego redaktora naczelnego „Przeglądu Kwatermistrzowskiego” (12 lat więzienia, zmarł wskutek złego stanu zdrowia, pośmiertnie zrehabilitowany),
- podpułkownika Aleksandra Kowalskiego,
- majora Karola Sęka, artylerzysty, przedwojennego oficera, potem oficera Narodowego Zjednoczenia Wojskowego (wyrok śmierci, stracony w 1952),
- kapitana żeglugi wielkiej Edwarda Gubały (wyrok śmierci, następnie zmieniony na karę pozbawienia wolności).

Był również sędzią w tzw. sprawach odpryskowych od procesu generałów (sprawy Tatara).
Wymieniony przez komisję Mazura jako jeden z sędziów łamiących praworządność. Stefan Michnik określił wtedy swoją działalność jako spowodowaną „młodzieńczą naiwnością”. Nie został jednak pociągnięty do odpowiedzialności za związane z nią nadużycia.
W 1969 po wydarzeniach marcowych 1968 wyjechał do Szwecji (odmówiono mu wizy amerykańskiej), gdzie mieszkał jako emerytowany bibliotekarz w miasteczku Storvreta, około 10 kilometrów od Uppsali. W chwili śmierci mieszkał w Göteborgu. W latach 70. XX w. wspierał działaczy opozycji demokratycznej, współpracował z Radiem Wolna Europa i publikował w paryskiej „Kulturze” teksty na temat Czechosłowacji w 1968 (pod pseudonimem Karol Szwedowicz). Czasami wypowiadał się także w szwedzkich mediach – ostatni raz w 1999, gdy w wywiadzie dla gazety „Dagens Nyheter” podsumował swoją działalność jako sędzia w latach 50. XX w. w Polsce następująco: „Sądziłem, że służyłem swojemu krajowi”.
28 lipca 1975 rozkazem podpisanym przez ministra obrony narodowej gen. armii Wojciecha Jaruzelskiego został pozbawiony stopnia oficerskiego „z powodu braku wartości moralnych” i zdegradowany do stopnia szeregowca.
W styczniu 2002 posłowie Samoobrony RP oraz Ligi Polskich Rodzin złożyli projekt uchwały Sejmu w sprawie ścigania przebywających za granicą funkcjonariuszy Urzędu Bezpieczeństwa, Informacji Wojskowej, stalinowskiego sądownictwa i prokuratury za zbrodnie popełnione w latach 1944–1956, w uzasadnieniu którego wyrażono postulat pociągnięcia do odpowiedzialności m.in. Stefana Michnika. Od sierpnia 2007 Instytut Pamięci Narodowej rozważał wniosek o jego ekstradycję. W dniu 25 lutego 2010 Wojskowy Sąd Garnizonowy w Warszawie na wniosek pionu śledczego IPN wydał nakaz aresztowania, na podstawie którego w październiku wydany został europejski nakaz aresztowania.
18 listopada 2010 sąd w Uppsali odmówił wydania Stefana Michnika do Polski tłumacząc, że czyny które mają mu być zarzucone w Polsce, a umieszczone w europejskim nakazie aresztowania, w świetle prawa obowiązującego w Szwecji uległy przedawnieniu.
8 listopada 2018 Wojskowy Sąd Garnizonowy w Warszawie wydał po raz drugi europejski nakaz aresztowania w związku z 30 przestępstwami, które Stefan Michnik w latach 1952–1953 popełnił wobec m.in. przedstawicieli opozycji demokratycznej i Polskiego Państwa Podziemnego. Chodzi m.in. o wydawanie bezprawnych wyroków śmierci.
Po 2015 deklarował się jako przeciwnik rządów Prawa i Sprawiedliwości oraz zwolennik m.in. Komitetu Obrony Demokracji.
W ostatnich latach życia mieszkał w domu opieki o profilu judaistycznym w Göteborgu. Zmarł 27 lipca 2021 w Göteborgu, o czym 3 dni później poinformował jego brat Adam, w nekrologu opublikowanym w „Gazecie Wyborczej”.